# Anisochilus
- Commons
- Wikispecies

Anisochilus é um gênero botânico da família Lamiaceae.

## Sinonímia
- Stiptanthus (Benth.) Briq.

## Espécies
- Anisochilus africanus
- Anisochilus albidus
- Anisochilus argenteus
- Anisochilus cambodianus
- Anisochilus carnosus
- «Lista completa»